# Белопёрая серая акула
Белопёрая серая акула, или белопёрая акула (лат. Carcharhinus albimarginatus), — крупный вид серых акул, населяющий тропические воды Индийского, Тихого, и, возможно, Атлантического океана. Часто встречается вокруг островов и коралловых рифов на глубинах до 800 м. Напоминает крупную темнопёрую серую акулу (Carcharhinus amblyrhynchos), но легко отличима от неё по хорошо заметной окантовке плавников. Максимальная длина — 3 м.
Белопёрая серая акула — агрессивный мощный хищник, стоящий на вершине пищевой пирамиды. Она охотится на разных костистых рыб, а также на скатов-орляков, небольших акул и головоногих моллюсков. Этот вид доминирует над прочими видами серых акул равного размера с ним в конкурентной борьбе за пищу, крупные особи могут напасть на мелких сородичей. Как и другие серые акулы, белопёрая серая акула живородящая. Самка в летнее время приносит от 1 до 11 акулят.
Белопёрые серые акулы считаются потенциально опасными для человека, поскольку они часто подходят к дайверам на довольно близкое расстояние.
Этот медленно воспроизводящийся вид является объектом промышленного рыболовства. Ценятся мясо, плавники и кожа, хрящи, челюсти и зубы белопёрых серых акул. Промысел, по-видимому, привёл к снижению численности, а в ряде случаев и к полному исчезновению локальных популяций. В результате Международный союз охраны природы оценил этот вид как находящийся под угрозой (NT).

## Таксономия
Впервые белопёрая серая акула была описана как Carcharias albimarginatus в 1837 году немецким натуралистом Эдуардом Рюппелем в его труде «Fische des Rothen Meeres» . Позже название вида было изменено на действительное и поныне Carcharhinus albimarginatus. Видовое название происходит от латинских слов album — «белый», и marginatus — «окаймлённый». Голотип вида — молодой самец длиной 103 см, пойманный в 1960 году в Рас Мохаммеде (Красное море). На основе сходства морфологии, формы зубов и позвонков в 1982 году Гаррик (1982) предположил, что ближайший родственник этого вида — темнопёрая серая акула. Эту версию подтвердил в 1992 году Лавери на основании аллозимного анализа.

## Ареал
Белопёрая серая акула широко, но неравномерно распространена в тропической части Индийского и Тихого океана. В западной части Индийского океана этот вид населяет воды от Красного моря до Южной Африки, включая о.Мадагаскар, Сейшельские острова, группу островов Альдабра, о. Маврикий, и Архипелаг Чагос. В западной части Тихого океана эта акула встречается от Южной Японии до северной Австралии, включая о. Тайвань, Филиппины, Индонезию, Новую Каледонию, Гуам, Палау, Соломоновы острова, Маршалловы Острова, острова Феникс и Таити. В восточной части Тихого океана белопёрая серая акула распространена от Южной Калифорнии до Колумбии, включая Кокосовые, Галапагосские острова и острова Ревилья-Хихедо. Присутствие этого вида в Мексиканском заливе и Карибском море не подтверждено.
Белопёрые серые акулы обитают на континентальном и островном шельфе на глубине 30—800 м. Наиболее часто они встречаются вокруг изолированных островов, на коралловых отмелях и рифовых обрывах. Молодые особи населяют береговые отмели или лагуны, тогда как взрослые предпочитают глубину и почти не смешиваются с молодняком.

## Внешний вид
Белопёрая серая акула — это мощная рыба с обтекаемым телом, умеренно длинным и широким рылом и большими круглыми глазами. У неё пять пар коротких жаберных щелей. С каждой стороны обеих челюстей есть 12—14 зубных рядов, и, кроме того, есть один или два небольших зуба в симфизе. Верхние зубы треугольные со скошенной вершиной и грубыми зазубринами у основания; нижние зубы более симметричны, с мелкими зазубринами и более вогнутыми краями. Первый спинной плавник большой и имеет треугольную форму. Между первым и вторым спинными плавниками проходит гребень. Грудные плавники соразмерно длиннее, чем у большинства серых акул, имеют серповидную форму с заострёнными концами.
Окраска спины серо-голубая с бронзовым отливом, брюхо белое. Все плавники окаймлены тонкой белой полосой. Белопёрые серые акулы вырастают до 3 м, однако средняя длина составляет 2,0—2,5 м. Наибольший зарегистрированный вес — 162,2 кг Самки крупнее самцов.

## Биология и поведение
Хотя белопёрые серые акулы довольно подвижны, они демонстрируют привязанность к определенным местам, есть данные о территориальном поведении. Обычно они встречаются поодиночке или парами На глубине были замечены небольшие группы взрослых самок.. Одиночные белопёрые серые акулы ведут себя очень агрессивно по отношению друг к другу, многие носят на себе следы тяжелых травм. Есть данные о том, что они доминируют над галапагосскими (Carcharhinus galapagensis) и черноперыми акулами (Carcharhinus limbatus) равного с ними размера в конкурентной борьбе за пищу. Белоперые серые акулы иногда образовывают межвидовые группы с темнопёрыми серыми акулами (Carcharhinus amblyrhynchos). Есть наблюдения за тем, как элагаты (Elagatis bipinnulata) трутся о белопёрых серых акул, используя их грубую кожу, чтобы очиститься от паразитов. Иногда они следуют за морскими млекопитающими, такими как афалина (Tursiops sp.) В открытой воде их сопровождают лоцманы (Naucrates ductor).
Подобно серым рифовым акулам, белопёрые, которых преследуют дайверы, иногда демонстрируют стереотипное угрожающее поведение, предупреждая о готовящейся атаке. Оно заключается в том, что акула стремительно отплывает на расстояние около 15 метров от преследователя, а затем разворачивается в обратном направлении. На расстоянии двух своих корпусов она затормаживает, опускает грудные плавники, разевает пасть, загибает вниз задние 2/3 тела и «дрожит». Последние два элемента являются уникальными для данного вида, «дрожь» может служить для акцентирования белой окантовки плавников. Если дайвер будет продолжать преследование, акула может быстро приблизиться и нанести ему верхними зубами рану.
Рацион белопёрых серых акул состоит в первую очередь из костистых рыб, таких как груперы, скумбриевые, тунцы, эсколар, летучие рыбы, губановые и камбалообразные. Иногда их добычей становятся скаты-орляки, небольшие акулы и осьминоги. Крупные акулы становятся медлительными и питаются в основном обитателями дна. Зубы на верхней и нижней челюстях у них имеют различную форму, что позволяет им охотиться на крупную добычу, с помощью резких поворотов захватывать и отрывать куски мяса. Наблюдали, как белопёрые серые акулы плавают вокруг групп кормящихся акул других видов, иногда врываясь внутрь, чтобы отобрать у них корм. Этот вид часто приближается к судам, так как их привлекают некоторые искусственные низкочастотные звуки.

## Размножение
Подобно прочим акулам рода Carcharhinus, белопёрые серые акулы являются живородящими: после того, как эмбрион исчерпывает запас желтка, пустой желточный мешок превращается в плацентарное соединение, через которое мать обеспечивает питание зародыша. В Южном полушарии спаривание и роды происходят летом. Во время ухаживания самец кусает самку, чтобы удержать её во время спаривания; у одной из наблюдаемых самок был откушен кончик первого спинного плавника. Самка рожает от 1 до 11 акулят (обычно 5 или 6) раз в два года, беременность длится около 1 года. Размер новорожденных составляет 63—68 см или 73—81 см (данные разных авторов), акулята живут в более мелких водах, чем взрослые. Темпы роста в дикой природе сильно колеблются. Като и Карвалло (1967) сообщили о том, что акулы, не достигшие половой зрелости, вырастали в среднем на 3,8 см в год, что составляет 5,3 % от длины их тела; некоторые особи вырастали в год на 20,8 см (30,1 % от их длины тела) в течение года, другие показывали отрицательный рост. Самцы и самки становятся половозрелыми, когда достигают длины 1,6—2 м.

## Взаимодействие с человеком
Любопытные и смелые, особенно в присутствии пищи, белоперые серые акулы рассматриваются как потенциально опасные для человека. Часто несколько акул устремляются из глубины наверх, чтобы исследовать дайверов, когда те начинают погружение, что может сильно напугать, поскольку акулы подходят довольно близко. Кроме того известно, что этот вид может кружить возле дайверов или преследовать их. В одном из экспериментов с использованием приманки крупная белопёрая серая акула оторвала ногу у манекена, на котором был акваланг, что доказало способность этого вида акул наносить смертельные травмы. C 2008 года в список International Shark Attack File внесено 4 спровоцированных нападения акул этого вида, все пострадавшие остались живы.